# Oleg Łotow
Oleg Łotow (ur. 21 listopada 1975) – kazachski piłkarz, wychowanek klubu Bołat Temyrtau, od 2003 roku piłkarz Tobyłu Kostanaj. Występuje na pozycji obrońcy. Ma na koncie siedem występów w reprezentacji Kazachstanu.